# Mujahideen Secrets 2
Mujahideen Secrets 2 é um software utilizado na criptografia de dados. Ganhou notoriedade após ser de uso oficial pelos mujahideen e integrantes extremistas da Al-Qaeda, de forma a não levar pistas a serviços de inteligência.